# رسم الأخضر
رسم الأخضر قرية سوريّة تتبع إداريّاً لمحافظة حلب منطقة منبج ناحية مركز منبج، بلغ تعداد سكانها 1,228 نسمة حسب التعداد السكاني لعام 2004.
قرية رسم الأخضر إحدى القرى السورية تابعة لمحافظة-(حلب)- (منبج)
تبعد عن مدينة منبج (7) سبعة كيلو متر
سكانها أغلبهم من عشيرة واحدة وهي عشيرة البوسلطان وتتميز بالتآخي والتآلف بين جميع افرادها صغيرها يحترم كبيرها وكبيرها يعطف على صغيرها
وعدد منازلها يزيد على (100) المئة منزل هي ومزارعها
ويحدها من الجنوب قرية جب ناهد(المراعي)
ويحدها من الجنوب الغربي قرية كابر كبير (كابرجة)
ويحدها من الشرق قرية جب الطويل 
ويحدها من الشمال قرية السلطانية (قرة صوخي) 
ويحدها من الشمال الغربي مدينة منبج 
وتتميز عن القرى المجاورة بكثرة الطلاب الجامعيين.